# معهد إيسالن
معهد إيسالن والمعروف بـ إيسالن، هو مركز اعتكاف أمريكي غير ربحي، ومجتمع متعمد في بيغ سور، في كاليفورنيا، والذي يركز على التعليم الإنساني البديل. لعب المعهد دورا رئيسيًا في حركة القدرات البشرية، بدءًا من الستينيات. استخدامه المبتكر لمجموعات اللقاء، والتركيز على اتصال العقل والجسد، وتجربته المستمرة في الوعي بالذات، قدّم العديد من الأفكار التي أصبحت سائدة فيما بعد.
تأسس إيسالن على يد خريجين من ستانفورد؛ مايكل مورفي وديك برايس، في عام 1962. وكانت نيتهم دعم الطرق البديلة لاستكشاف الوعي الإنساني، وهو ما وصفه ألدوس هكسلي بأنه «قدرات بشرية». أصبح إيسالن على مدى السنوات القليلة المقبلة مركزًا للممارسات والمعتقدات التي تشكل حركة العصر الجديد، من الأديان الشرقية/ الفلسفة، مرورًا بالطب البديل والتدخلات العقلية الجسدية، إلى العلاج بالموسيقى.
أدار برايس المعهد حتى قُتل في حادث تنزّه في عام 1985. جاء مجلس المعهد في عام 2012، بمديرين تنفيذيين محترفين للمساعدة في جمع الأموال وإبقاء المعهد ربحيًا. كان إيسالن قد قدم أكثر من 500 ورشة عمل سنويًا حتى عام 2016، في مجالات تشمل النمو الشخصي، والتأمل، والتدليك، والعلاج بالموسيقى، واليوغا، وعلم النفس، وعلم البيئة، والروحانية، والأغذية العضوية. حضر حوالي 15,000 شخص ورشات عمل في عام 2016.
أُغلق المعهد في فبراير عام 2017، عندما أُغلق الطريق السريع 1 على جانبي الينابيع الحارة. أغلق المعهد أبوابه، وأجلَى الضيوف عبر طائرة هليكوبتر، وأُجبر على الاستغناء عن 90% من موظفيه حتى يوليو على الأقل، عندما أعيد فتحه بعروض محدودة لورشات العمل. وقرر تجديد عروضه لتشمل مواضيع أكثر صلة بالأجيال الشابة.
كانت الينابيع مفتوحة فقط لضيوف إيسالن اعتبارًا من يوليو عام 2017، نظرًا لمحدودية الوصول الناتجة عن إغلاق الطرق.

## التاريخ المبكر
كانت أراضي معهد إيسالن، أول موطن لقبيلة أمريكية أصلية عرفت باسم إيسالن، وتبنى المعهد هذ الاسم. تشير اختبارات قياس عمر الكربون للقطع الأثرية الموجودة في ممتلكات إيسالن، إلى وجود بشري منذ عام 2600 قبل الميلاد.
عُيّن الموقع من قِبل توماس سلايت في 9 سبتمبر عام 1882، عندما قدم براءة اكتشاف الأراضي بموجب قانون العزبة لعام 1862. بدأت التسوية المعروفة باسم ينابيع سلات الحارة. كان هذا أول مشروع سياحي في بيغ سور، تردد إليه أشخاص يسعون للراحة من الاعتلالات الجسدية. اشتُريت الأرض من قبل هنري ميرفي في عام 1910، وهو طبيب في ساليناس، في كاليفورنيا. كان الاسم التجاري الرسمي هو «ينابيع بيغ سور الحارة»، على الرغم من الإشارة لها عمومًا باسم «ينابيع سلات الحارة».

## التأسيس

### لقاء خريجي ستانفورد
التحق كل من مايكل ميرفي وديك برايس بجامعة ستانفورد، في أواخر الأربعينيات وأوائل الخمسينيات. طوّر كل منهما اهتمامًا في علم النفس البشري، وحصلا على درجات في هذا الموضوع في عام 1952. تأثر برايس بمحاضرة ألقاها ألدوس هكسلي في عام 1960 بعنوان «القدرات البشرية». التحق برايس بجامعة هارفارد لمواصلة دراسة علم النفس، وذلك بعد تخرجه من جامعة ستانفورد. سافر مورفي في غضون ذلك، إلى أشرم سرِي أوروبندو في الهند، حيث أقام لعدة أشهر، قبل أن يعود إلى سان فرانسيسكو.
التقيا في سان فرانسيسكو بناء على اقتراح فريدريك سبيغلبيرغ، وهو أستاذ في مقارنة الأديان والدراسات الهندية في ستانفورد، حيث درس كلاهما. كان كلاهما بحلول ذلك الوقت، قد انسحب من برامج الدراسات العليا (برايس في هارفارد ومورفي في ستانفورد)، وقضيا بعض الوقت في الجيش. وعلى الرغم من عدم التقائهما حتى هذه المرحلة، كانت تجاربهما متشابهة لدرجة كافية بالنسبة لهما، لبدء شراكتهما في إنشاء إيسالن.
بعد أن أُدخل برايس المستشفى لمدة ثمانية عشر شهرًا، أُلهم بتغيير الطريقة التي يمكن للناس بها تجربة أسلوب جديد للعيش في حياتهم، وتجربة أفكار وآراء جديدة دون إطلاق حكم، والتأثر من العالم الخارجي. وقد استلهم من اهتمامه بالممارسات البوذية إلى جانب فهمه للطاوية، فقام بصياغة تعاليمه. ثم أخذ ما علمه إياه فريتز بيرلس، وأحدث علاجًا لا يزال يُدرّس ويُتّبع اليوم. يتبع الطلاب اليوم في جميع أنحاء العالم، الممارسات التي وضعتها برايس في الإرشاد، والشفاء والمعالجة، والمبادئ.

### تطوير ورشات عمل ثقافة التحرر
ساعد كل من سبيغلبيرغ، وواتس، وهكسلي وزوجته لورا، وكذلك جيرالد هيرد وجريجوري بيتسون، مورفي وبرايس. صمموا نموذجًا جزئيًا لمفهوم إيسالن من خلال كلية تريبوكو التي أسسها هيرد كتجربة شبه رهبانية في الجبال الواقعة شرق إيرفاين، في كاليفورنيا، ثم تبرع بها لاحقًا لجمعية فيدانتا. كان هدفهم توفير «منتدى يجمع مجموعة واسعة من الأساليب لتعزيز القدرات البشرية؛ بما في ذلك الجلسات التجريبية التي تشمل مجموعات اللقاء، والاستيقاظ الحسي، والتدريب على العلاج بالموسيقى، والتدريبات ذات الصلة».
وذكروا أنهم لا يريدون أن يظهروا على أنهم «دين» أو كنيسة جديدة، بل كان من المقرر أن يكون ذلك مركزًا حيث يمكن للناس استكشاف المفاهيم التي كان برايس ومورفي متحمسين لها. تكمن فلسفة إيسالن في فكرة «ماهية الكون، الكون بحد ذاته، كامل التطور غير المقيد والذي يسميه الكثير من الفلاسفة الروح الهاجعة. يتجسد الرب في العالم، ويوجد فينا ويحاول التجلي». وفقًا لمورفي.
ألقى آلان واتس أول محاضرة في إيسالن في يناير عام 1962. انضم جيا فو فنغ إلى برايس ومورفي، إلى جانب بوب بريكنريدج، وبوب ناش، وأليس وجيم سيلرز، كأول أعضاء لطاقم إيسالن. وقد صدف أن أبراهام ماسلو، وهو عالم نفس إنساني بارز، في منتصف تلك السنة، مر بالسيارة إلى تلك الأراضي، وسرعان ما أصبح شخصية مهمة في المعهد. نشروا فهرس ورشات عمل دعائية، تحمل عناوين مثل «التعاريف الفردية والثقافية للعقلانية»، و«الرؤية المتسعة»، و«التصوف المنتشي» في خريف عام 1962. كانت سلسلة الندوات الأولى في خريف عام 1962، بعنوان «القدرة البشرية»، بناء على محاضرة لهكسلي.